# ГЕС Кабінет-Горж
ГЕС Кабінет-Горж — гідроелектростанція у штаті Айдахо (Сполучені Штати Америки). Знаходячись між ГЕС Ноксон-Рапідс (вище по течії) та ГЕС Албені-Фолс (42 МВт), входить до складу каскаду у сточищі річки Панд-Орей, лівої притоки Колумбії (має устя на узбережжі Тихого океану на межі штатів Вашингтон та Орегон).
У межах проекту Кларк-Форк (верхня течія Панд-Орей до озера Панд-Орей) перекрили бетонною арково-гравітаційною греблею висотою 63 метри та довжиною 140 метрів, яка потребувала 344 тис. м3 матеріалу. Вона утримує водосховище з площею поверхні 13 км2 та об'ємом 130 млн м3, з яких 52,7 млн м3 відносяться до корисного об'єму, чому відповідає коливання рівня в діапазоні 4,6 метра.
Через чотири водоводи діаметром по 8,2 метра ресурс подається до пригреблевого машинного залу, обладнаного трьома пропелерними турбінами та однією турбіною типу Каплан загальною потужністю 265 МВт (на початку 2010-х розпочали модернізацію, яка мала збільшити потужність кожної турбіни від 5 до 7 МВт). При напорі у 27 метрів вони забезпечують виробництво 1111 млн кВт-год електроенергії на рік.